# Mycoplasma hyopneumoniae
Mycoplasma hyopneumoniae è una specie di batterio appartenente alla famiglia delle Mycoplasmataceae.